# MÁV 91 sorozat
A MÁV MÁV 91-es számú „mozdonysorozata” csak egyetlen, 001 pályaszámú mozdonyból állt. Beceneve "Muki".
A mozdonyt a dombóvári Fatelítő Üzem részére készítették a linzi Krauss mozdonygyárban 1915-ben. Mivel a dombóvári üzemben a szükséges tolatómozgásokat a fokozott tűzveszély miatt hagyományos gőzmozdonnyal elvégezni nem lehetett, ezért ezt a „tűznélküli” mozdonyt alkalmazták. A mozdony kazánját időnként a gyár stabil kazántelepéről töltötték fel forró vízzel, és az ebből felszabaduló gőz szolgáltatta a hajtóerőt.

## Szerkezete

### Kazán
A mozdonyok kazánja egy 5 méter hosszú, 1,68 m belső átmérőjű, három, 15 mm-es lemezekből szegecselt övből álló tartály, melyet kékazbeszt matracokkal és hullámpapír-réteggel hőszigeteltek. A legkülső réteg egyszerű  pléhburkolat. A töltő gőzcső a hengerkazán elhelyezett, lyukacsokkal ellátott cső, mely a hengerkazánból a kazán (így a mozdony) homlokán távozik. A csővégre visszacsapó szelepet és elzáró szelepet szereltek. A középső kazánövön helyezték el a nagyméretű gőzdómot, melyre 2 db közvetett terhelésű rugómérleges biztonsági szelepet szereltek. A gőzdómban helyezték el a vízelválasztót és a szelepes gőzszabályzót, melynek szabályozó rudazatát a kazánon kívül, jobb oldalon vezették el.

### Gépezet
A két, kereten kívül, a mozdonysátor alatt elhelyezett gőzhenger a kapcsolt kerékpárok közül az elsőt hajtotta. A jobb oldali forgattyút a bal oldalihoz képest 90°-kal előbbre ékelték a kerékpártengelyre. A dugattyúrúd nem átmenő rendszerű volt. A keresztfejek egyvezetékesek voltak.
A gőzhengerek Trick-rendszerű külső beömlésű síktolattyúkkal készültek, melyeket Heusinger–Walschaert-rendszerű vezérművek szabályoztak.  Az ellenforgattyú hátramenetben a forgattyút közel 90°-kal követi, más szóval a forgattyúhoz képest hátramaradóként ékelték föl. Ennek megfelelően előremenetben a lengőívkő a lengőív (kulissza) felső részén helyezkedett el.  A kormányvonórudat kormányemeltyűvel szabályozták.

### Keret és futómű
A mozdony 800 mm futókör-átmérőjű,  kapcsolt kerékpárokkal készültek. A kerékpárok tengelyeit a tengelyvonalban teljesen átfúrták. A tengelyágy-vezetékeket és a csapágyakat egyedi kenőbeles kenőberendezésekkel látták el. A belső elrendezésű, szegecseléssel készült keret két Martin-folytvaslemez hossztartóból állt, melyeket a két végén a mellgerendák kötött össze. 

### Segédberendezések
A mozdonyra kéziféket szereltek fel. A féktuskók a mozdony kerékpárjait egy oldalról, kívülről fékezték. A gőzben lévő alkatrészek kenéséről egy négynyílású Friedmann-rendszerű RF jelű dugattyús melegalkatrész-kenőszivattyú gondoskodott. Kedvezőtlen tapadási viszonyok esetén a sátorból kézzel működtethető homokoló juttatott homokot a kapcsolt kerékpár belső oldalához. A homoktartályt a futóhidak alá, a két kerékpártól egyenlő távolságra helyezték el.

## Működtetése
A mozdony kazánját ¾-részben hideg vízzel töltötték fel, majd a üzem kazántelepéből a töltő gőzcsövön át gőzt juttattak a kazánba. A gőz lecsapódott és leadta a hőjét, egészen addig, míg a kazánban lévő gőz nyomása meg nem egyezett a kazántelep nyomásával. A mozdony indításakor a gőzdómban fejlődött gőzt a szokásos módon a hengerekbe bocsátották, ezzel a kazánban csökkent a gőznyomás, így a víz forrásba jött és a nyomás kiegyenlítődéséig gőz fejlődött. Ennek megfelelően a mozdony szolgálata alatt a gőznyomás és a vízhőmérséklet fokozatosan csökkent. A minél hosszabb üzemidő elérése érdekében kis hengertöltésekkel kellett mozogni. A kazánfalakra lerakódott vízkövet a hagyományos gőzmozdonyokkal ellentétben nem távolították el, mert az a kazán hőszigetelését javította.

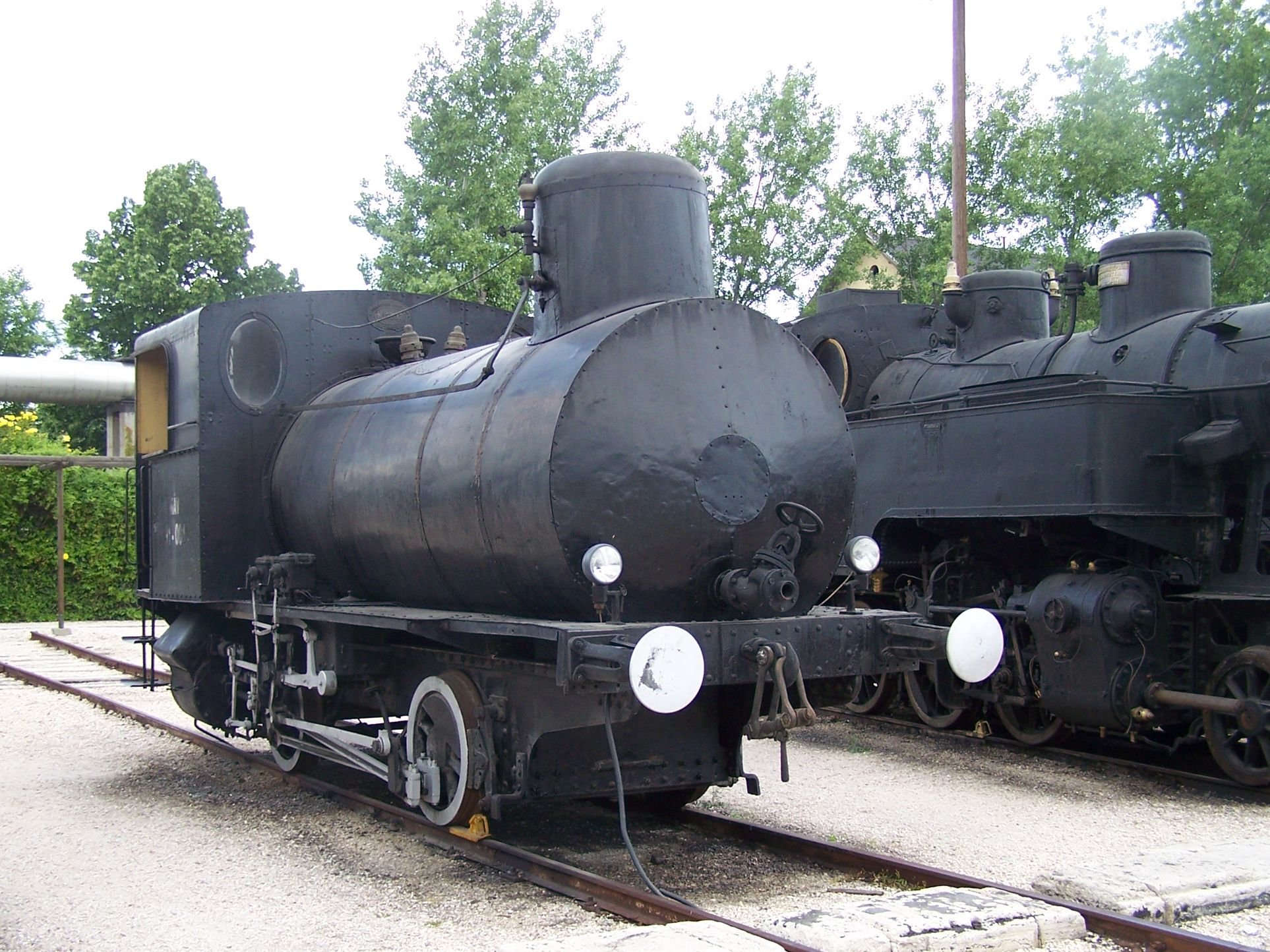
A MÁV 91,001 pályaszámú mozdonya a Magyar Vasúttörténeti parkban